# Guémar
Guémar (Duits: Gemar) is een gemeente in het Franse departement Haut-Rhin (regio Grand Est). De gemeente telde op 1 januari 2022 1.464 inwoners.

## Geschiedenis
De gemeente maakte deel uit van het kanton Ribeauvillé tot dit in 2014 werd opgeheven en de gemeenten werden opgenomen in het kanton Sainte-Marie-aux-Mines. in 2015 werd ook het arrondissement Ribeauvillé opgeheven en werden de gemeente opgenomen in het nieuwe arrondissement Colmar-Ribeauvillé.

## Geografie
De oppervlakte van Guémar bedroeg op 1 januari 2022 18,22 vierkante kilometer; de bevolkingsdichtheid was toen 80,4 inwoners per km².

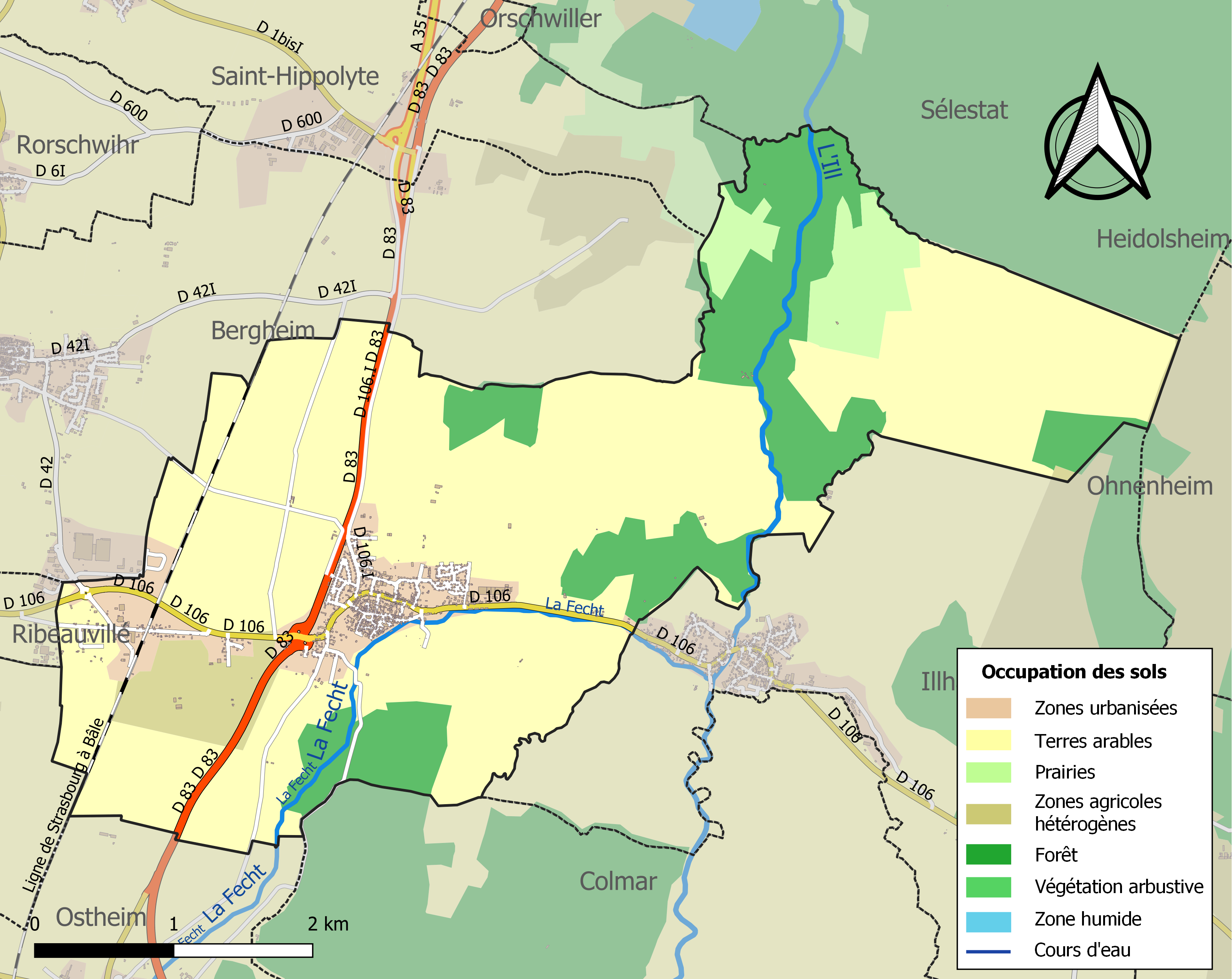
Kaart van de gemeente met de belangrijkste infrastructuur, bodemgebruik en omliggende gemeenten

## Demografie
Onderstaande figuur toont het verloop van het inwonertal (bron: INSEE-tellingen).

## Verkeer en vervoer
In het gehucht Ribeauvillé-Gare, tegen de grens met buurgemeente Ribeauvillé staat het spoorwegstation Ribeauvillé.